# Christopher Heath Wellman
Christopher Heath Wellman (* 22. Juni 1967) ist ein US-amerikanischer Philosoph und Professor für Philosophie an der Washington University in St. Louis.
Wellman studierte Philosophie und Ökonomie an der University of North Carolina und an der University of Arizona. Anschließend war er von 1994 bis 1998 Assistant Professor am Guilford College, von 1998 bis 2004 Direktor des Jean Beer Blumenfeld Center for Ethis und von 2004 bis 2008 Associate Professor an der Washington University.
Seine Forschungsinteressen liegen in den Bereichen Politische Philosophie, Rechtsphilosophie, Ethik und Angewandte Ethik. Wellman beschäftigt sich vorwiegend mit Fragen zur Sezession, zur politischen Selbstbestimmung, zur Immigration und zur Gerechtigkeit.

## Texte
- A Theory of Secession: The Case for Political Self-Determination – Cambridge University Press 2005.
- For & Against: Is There a Duty to Obey the Law? (mit John Simmons) – Cambridge University Press 2005.
- A Liberal Theory of International Justice (mit Andrew Altman) – Oxford University Press 2009.
- Debating the Ethics of Immigration: Is There a Right to Excluce? (mit Phillip Cole) – Oxford University Press 2011.